# Lưu Thị Chi Lan
Lưu Thị Chi Lan (sinh 1980), người Sán Dìu, là đại biểu Quốc hội Việt Nam khóa 14, thuộc đoàn đại biểu Vĩnh Phúc.